# Supercopa espanyola de bàsquet femenina 2006
La Supercopa espanyola de bàsquet femenina 2006 fou la quarta edició de la competició. Se celebrà el 7 d'octubre de 2006 al Pavelló de Würzburg de Salamanca i fou organitzada per la Federació Espanyola de Basquetbol. Hi competiren el Perfumerias Avenida, com a campió de la Lliga Femenina 2005-06, i el Ciudad Ros Casares, com a campió de la Copa de la Reina 2006. Els dos equips disputaren la tercera final de la competició respectivament. La competició inicià la temporada 2006-07 del bàsquet femení estatal.
El Ciudad Ros Casares  guanyà la final per 83 a 72, que es decidí al darrer quart amb un parcial de 17 a 24, favorables a les valencianes. Individualment, destacà l'actuació de la base madrilenya Elisa Aguilar, MVP de la competició, amb 23 punts, 5 rebots, 5 assistències i 31 de valoració, per part valenciana, i, la jugadora americana Nicole Ohlde, amb 21 punts, 9 rebots i 18 de valoració, per part salmantina. El club valencià aconseguí el seu tercer títol de Supercopa.

## Final
| En negreta = Equip guanyador Pts = Punts Rebs = Rebots Assist = Assistències Val = Valoració Nota: Noms dels equips segons l'època |

| 7 d'octubre de 2006 18:00 CET Informe Notícia | Perfumerías Avenida                                            | 72–83 | Ciudad Ros Casares                                                  | Pavelló de Würzburg, Salamanca Assistència: 3.000 espectadors Àrbitres: Rubén Sánchez Moheda i Raul Sánchez Martín MVP: Elisa Aguilar (ROS) |
| 7 d'octubre de 2006 18:00 CET Informe Notícia | Resultats per quarts: 21-22, 16-18, 18-19, 17-24               |       |                                                                     | Pavelló de Würzburg, Salamanca Assistència: 3.000 espectadors Àrbitres: Rubén Sánchez Moheda i Raul Sánchez Martín MVP: Elisa Aguilar (ROS) |
| 7 d'octubre de 2006 18:00 CET Informe Notícia | Pts: Ohlde 21 Rebs: Ohlde 9 Assist: Montañana 5 Val: Powell 25 |       | Pts: Aguilar 23 Rebs: Ferragut 10 Assist: Aguilar 5 Val: Aguilar 31 | Pavelló de Würzburg, Salamanca Assistència: 3.000 espectadors Àrbitres: Rubén Sánchez Moheda i Raul Sánchez Martín MVP: Elisa Aguilar (ROS) |

| Perfumerias Avenida | Ciudad Ros Casares |

| #          | Jugadora         | Pts | Rbs. | Ass. | Val. |
| ---------- | ---------------- | --- | ---- | ---- | ---- |
| 5          | Noelia Oliva     | 0   | 0    | 1    | 1    |
| 6          | Sílvia Domínguez | 10  | 5    | 2    | 12   |
| 7          | Anna Montañana   | 3   | 2    | 5    | 3    |
| 9          | Clara Bermejo    | 8   | 3    | 2    | 5    |
| 10         | Aurelie Bonnan   | 0   | 7    | 0    | 3    |
| 11         | Blanca Marcos    | 8   | 2    | 2    | 12   |
| 12         | Liene Jansone    | 3   | 2    | 1    | -1   |
| 14         | Nicole Powell    | 19  | 7    | 1    | 25   |
| 15         | Nicole Ohlde     | 21  | 9    | 1    | 18   |
| Total      | Total            | 72  | 37   | 15   | 78   |
| Entrenador |                  |     |      |      |      |
|            |                  |     |      |      |      |

| Campió de la Supercopa espanyola 2006 |
| ------------------------------------- |
| Ciudad Ros Casares Tercer títol       |
| MVP                                   |
| Elisa Aguilar                         |

| #          | Jugadora             | Pts | Rbs. | Ass. | Val. |
| ---------- | -------------------- | --- | ---- | ---- | ---- |
| 5          | Anne Breitreinek     | 5   | 1    | 0    | 1    |
| 6          | Laia Palau           | 6   | 4    | 6    | 19   |
| 7          | DeLisha Milton-Jones | 12  | 5    | 2    | 8    |
| 8          | Alison Feaster       | 2   | 2    | 1    | -2   |
| 10         | Elisa Aguilar        | 23  | 5    | 5    | 31   |
| 11         | Elena Tornikidou     | 6   | 5    | 2    | 6    |
| 12         | Margo Dydek          | 15  | 4    | 3    | 19   |
| 13         | Marina Ferragut      | 14  | 10   | 2    | 17   |
| Total      | Total                | 83  | 36   | 21   | 99   |
| Entrenador |                      |     |      |      |      |
|            |                      |     |      |      |      |